# Bailecito
El bailecito és un tipus de música folklòrica de l'Argentina, característic del nord-oest del país. De ritme viu, molt paregut al de la Chacarera o el gato. A diferència d'altres tipus de danses folklòriques, el bailecito sovint té una estructura ternària (primera, segunda i tercera). Les frases musicals de les cobles moltes vegades són de nou compassos.